# Hugo Pratt
Hugo Pratt (födelsenamn Ugo Eugenio Prat), född 15 juni 1927 i Rimini i Italien, död 20 augusti 1995 i Pully  i Vaud i  Schweiz, var en italiensk serieskapare. Han hade en 50-årig seriekarriär utspridd över minst fem länder, och blev mest känd för sin serie Corto Maltese (1967–1991). Serieberättelserna var ofta relaterade till verkliga händelser eller historiska myter. Hugo Pratts svart-vita teckningsstil är påverkad av traditionen kring Milton Caniff, och både hans teckningar och berättande har influerat ett antal kanske främst europeiska serieskapare.
Både Hugo Pratt och hans mest kända seriefigur Corto Maltese var ofta på resande fot. Pratt bodde under sin levnad bland annat i Etiopien, Argentina, Storbritannien, Brasilien, Frankrike och Schweiz. Han är kanske ändå mest förknippad med Venedig, där han bodde i omgångar och som har betydelse för flera berättelser om Corto Maltese.
Hugo Pratts liv och berättande brukar förknippas med resor, äventyr, romantik, melankoli, vitterhet, poesi och esoterism. Hans serier blev särskilt framgångsrika i Frankrike, där han tillägnades ett stort antal böcker och utställningar. Där fick också hans mest kända skapelse Corto Maltese under 1970- och 1980-talen en litterär status som sällan förknippas med tecknade serier.

## Biografi
Hugo Pratt omgav sig med myter. Många delar av hans liv är outredda genom de misstänkta överdrifter och fabuleringar som han ofta använde sig av.
| ”                  | Mitt liv kan berättas på tretton olika sätt, och jag vet inte om ett av dem är rätt eller ens mer rätt än något av de andra. | „ |
| – Hugo Pratt, 1991 | |   |

Som en modern äventyrare bekantade han sig med olika epoker och miljöer och var ofta på resande fot. Hans omväxlande och kosmopolitiska leverne ledde till att det ofta drogs paralleller mellan honom och Corto Maltese.
Företaget Cong SA, som äger upphovsrätten till alla Hugo Pratts verk, har publicerat en prosaisk biografi över Hugo Pratt på den egna www-platsen, men också en romantiskt skriven biografi av Marco Steiner på www-platsen för Corto Maltese där det tidigare funnits en tidslinje.

### Uppväxten (1927–1945)
Hugo Eugenio Pratt föddes 15 juni 1927 i en barack vid stranden på Lido di Ravenna, nära Rimini. Hans föräldrar, Rolando Pratt och Evelina Genero, var där på semester. Han växte  upp i Venedig i en kosmopolitisk miljö. Via farfar Joseph hade han engelska rötter, och han var också släkt med Boris Karloff (ursprungligen William Henry Pratt). Mormodern var av turkisk härkomst. Morfadern Eugenio Genero kom från en marransk familj och var en poet som skrev dikter på venetianska. Modern Evelina hyste stort intresse för det esoteriska, från kabbala till kartomanti. Fadern Roland var yrkessoldat i Italiens armé.
I en intervju 1986 i franska tidskriften L'Événement du Jeudi förklarade Hugo Pratt sina rötter:
| ”                  | Ta mitt släktträd. Å ena sidan har jag sefardo-marraniska anor från Toledo, från judar som övergått till katolicismen, utvandrat och vid tiden för påvedömet i Avignon skaffat sig en roll som bankirer för Kyrkan. Mina rötter på fars sida är ännu krångligare med en blandning av bysantinare, turkar, venetianska glasblåsare från Murano, men också engelska jakobiter som stod på stuartarnas sida och som flydde till Medelhavet. Och en dag hamnade alla de där människorna i Venedig. | „ |
| – Hugo Pratt, 1986 | |   |

Vid tio års ålder lämnade Hugo Pratt Italien tillsammans med sin mor för att förena sig med fadern, som året innan hade förflyttats till Italienska Östafrika och Abessinien (dagens Etiopien). Italien hade 1935 invaderat Abessinien och var från 1940 invecklat i andra världskriget. Pratt rekryterades som 13-åring till den italienska kolonialpolisen, och han har senare kallat 1940 års Hugo Pratt för "den yngste av Mussolinis soldater".
Efter 1941 års brittiska offensiv blev han vittne till den etiopiske kejsaren Haile Selassies återkomst till sin befriade huvudstad Addis Abeba. Samma år tillfångatogs fadern Rolando, som insjuknade under fångenskapen och avled i slutet av 1942 i närheten av Harer – innan fadern fördes bort av brittiska soldater gav han boken Skattkammarön av Robert Louis Stevenson till sin son. Hugo Pratt och hans mor internerades 1942 i fångläger i Dire Dawa, där tonårspojken bland annat ägnade sig åt att läsa serietidningar som han köpte av lägervakterna. Genom Röda korsets försorg kunde mor och son ta sig hem till Italien.

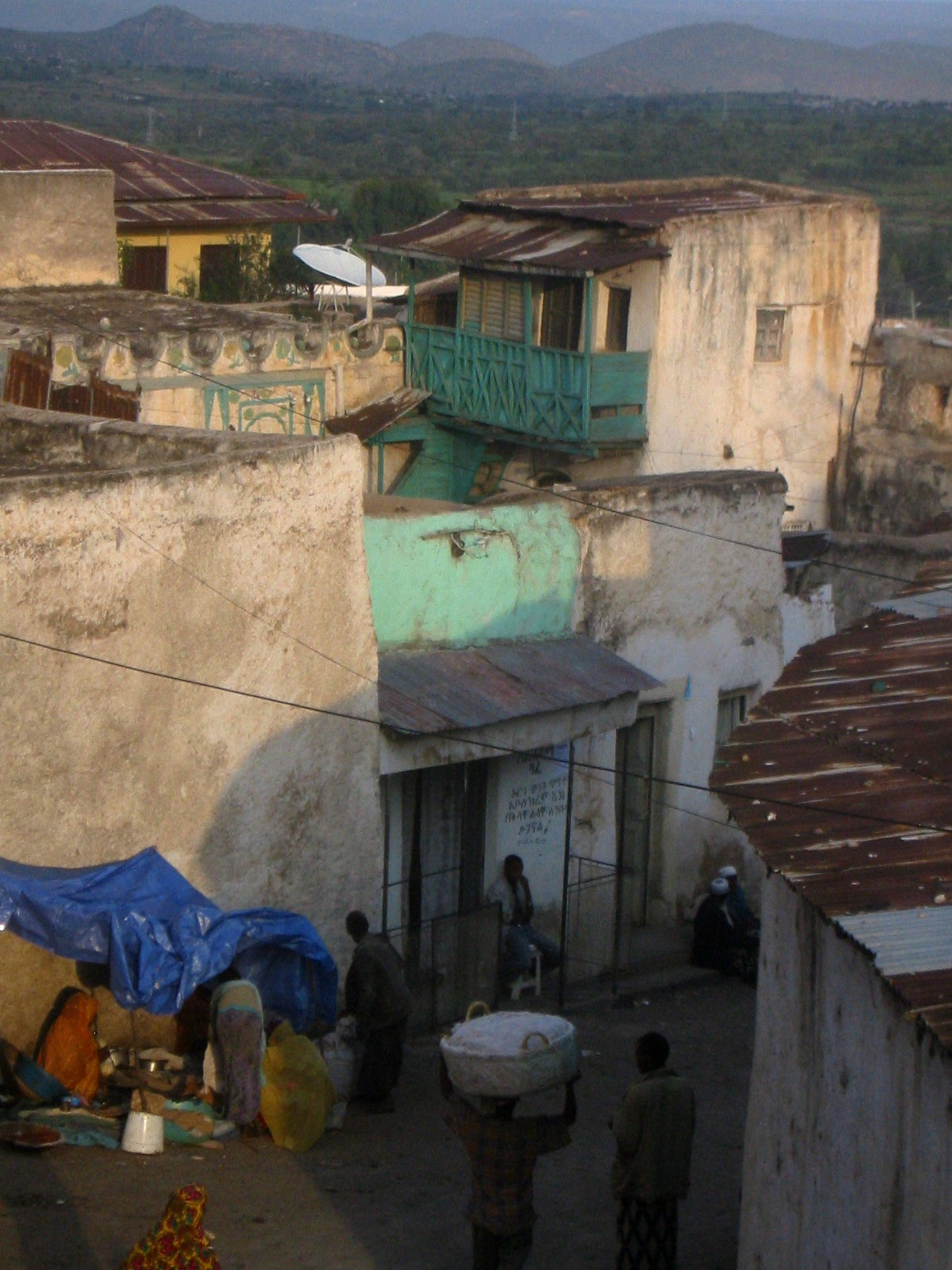
Pratt tillbringade delar av sin barndom i Etiopien. I närheten av Harer (fotot) avled hans far.

Tiden i Östafrika gav Hugo Pratt flera viktiga intryck: han fick etiopiska vänner och lärde sig det lokala språket, militära uniformer och insignier från olika länder fascinerade honom och skulle senare återkomma i hans verk, han intresserade sig för äventyrsromaner, och han upptäckte amerikanska tecknade serier, speciellt Terry och piraterna av Milton Caniff och Spirit av Will Eisner.
I september 1943 delades Italien och familjen Pratts Venedig kom att ingå i den tyska lydstaten Salòrepubliken. Där arresterades den unge Hugo Pratt av SS, som misstänkte honom för att vara en sydafrikansk spion. Han enrollerades därpå i den tyska sjöpolisen, rymde efter arton dagar och begav sig sedan över till de allierade styrkorna där han fram till 1946 kom att arbeta som tolk och arrangör av diverse evenemang tack vare sin kunnighet i det engelska språket.

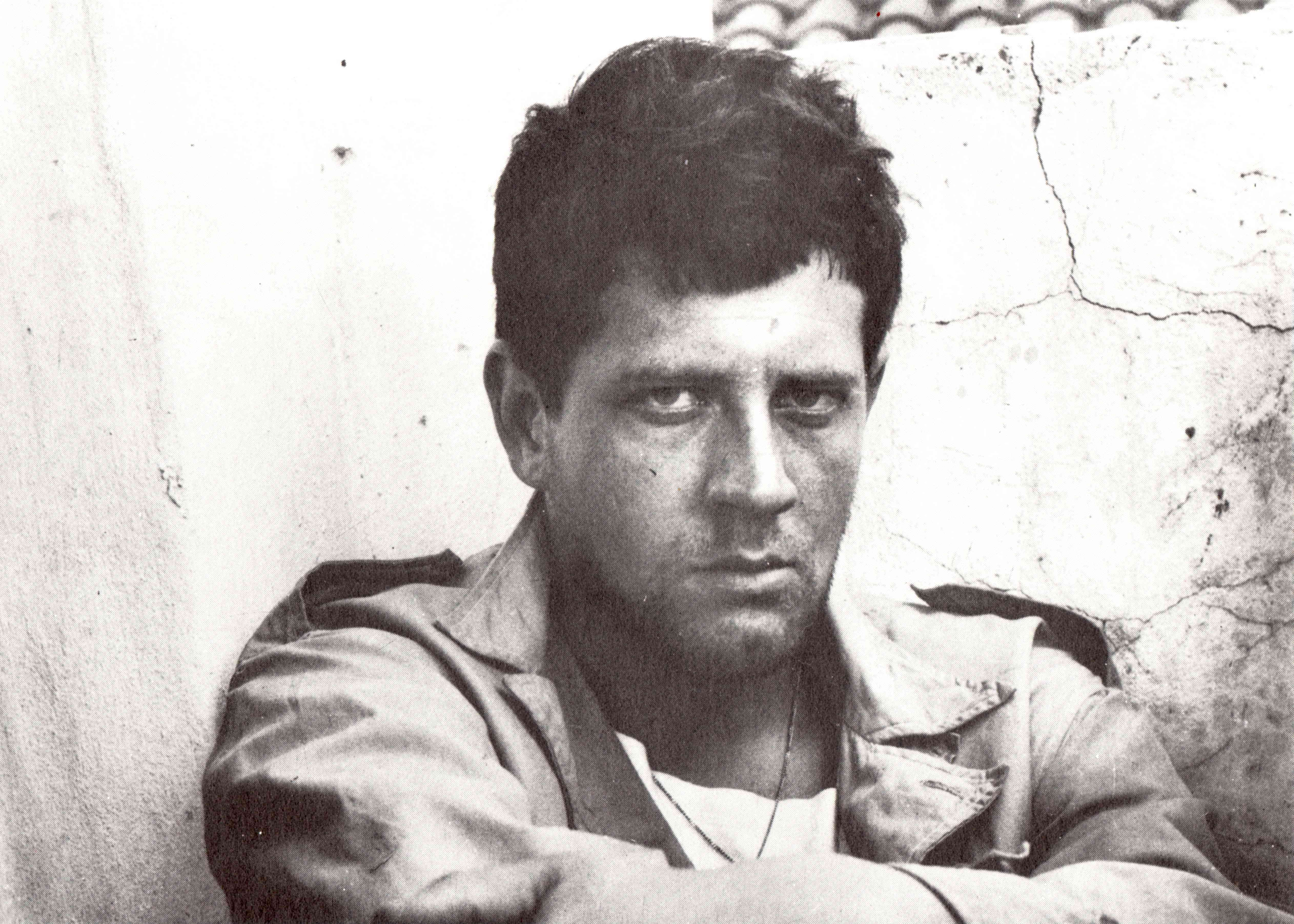
Hugo Pratt i Venedig 1945.

### Serieskapare på resande fot (1945–1962)
Hugo Pratt fick tidigt intresse för att teckna och läsa såväl äventyrsromaner som amerikanska tecknade serier. Inspiration från Milton Caniffs tecknings- och berättarstil, tillsammans med upplevelserna från Afrika och förvecklingarna under andra världskriget, gav en lust att göra egna serier. Han började i yrket 1945 när han mötte Mario Faustinelli och Alberto Ongaro, som tillsammans startade ett litet förlag. De föreslog att Pratt skulle teckna Asso di Picche ("Spader Ess"), inspirerad av amerikanska maskerade seriehjältar, för tidningen Albo Uragano. Under fyra års tid publicerade trion ett antal historier med Asso di Picche och även episoder av andra serier. Från och till fick Pratt också lov att arbeta med seriemanusen. Den tidiga seriekarriären avbröts dock av olika resor runtom i Europa. Den nyfikne Pratt byggde ständigt på sin föreställningsvärld under sina resor.
Den argentinske förläggaren Cesare Civita fick upp ögonen för Pratts, Faustinellis och Ongaros arbeten och lät publicera Asso di Picche under namnet As de espadas i sin tidning Salgari. Han bjöd därefter in trion att arbeta för honom i Buenos Aires. Det slutade med att de tre 1949 utvandrade från Italien och installerade sin verksamhet vid La Plata. Pratts första insats direkt för en argentinsk läsekrets var några nya episoder av As de espadas och att arbeta med serien Junglemen skriven av Ongaro. 

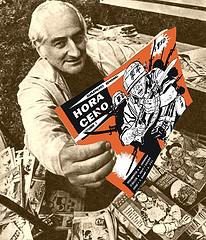
Héctor Germán Oesterheld skrev manus åt Hugo Pratt, under större delen av Pratts år i Argentina. I serietidningen Hora Cero publicerades duons Ernie Pike.

Två år senare blev Pratt bekant med Héctor Oesterheld som föreslog att han skulle teckna seriehistorierna om detektiven Ray Kitt. I tidningen Misterix kom Pratt 1952 att börja teckna den långa västernserien El sargento Kirk, efter Oesterhelds manus. 1953 var han tillfälligtvis tillbaka i Venedig där han gifte sig med kroatiskan Gucky Wögerer. Samarbetet mellan Oesterheld och Pratt utvidgades 1957 när indianserien Ticonderoga och krigsserien Ernie Pike (löst baserad på krigsreportern Ernie Pyle) började tryckas i Oesterhelds nya tidningar Frontera respektive Hora Cero. Vid den här tiden undervisade han och serietecknarkollegan Alberto Breccia i teckning vid Escuela Panamericana de Arte och bland studenterna fanns bland annat den blivande serieskaparen José Muñoz, när skolan några år senare öppnade en brasiliansk filial i São Paulo så undervisade Pratt där i ett halvår. 
1959 började Hugo Pratt engagera sig i manusarbetet och skapade det året sin första helt egna serie: Ann y Dan (på danska 1978 som Anna i junglen), äventyrsseriens unga hjältinna baserades på grannflickan Anne Frognier som senare skulle bli hans andra fru. Sommaren 1959 reste Hugo Pratt till London för att under ett års tid studera akvarellmålning och samtidigt arbeta för agenturen Fleetway med att teckna krigsberättelser för brittiska War Picture Library och dess systertidningar.
Efter återkomsten till Buenos Aires, skrev och tecknade Pratt Capitán Cormorant i söderhavsmiljö och Wheeling om händelser kring en stad med samma namn i Nordamerika på 1700-talet, båda serierna började publiceras 1962. Samma år upplevde Argentina en svår ekonomisk kris och han såg sig tvungen att på nytt dra upp bopålarna, denna gång för att flytta hem till Italien. 
Under de tretton åren i Argentina, den årslånga vistelsen i London inkluderad, genomgick Hugo Pratt en betydelsefull utveckling som professionell serieskapare. Tre av hans viktigaste verk stammar från denna tid: Ticonderoga i samarbete med Héctor Oesterheld och de helt egna verken Ann y Dan och Wheeling. Han fick kulturella intryck från tango, jazz (blev vän med musikern Dizzy Gillespie), det spanska språket och latinamerikanska författare som Octavio Paz och Jorge Luis Borges. Tack vare sina resor till bland annat Patagonien och Brasilien fick han se vitt skilda naturmiljöer. Dessutom inledde han kärleksrelationer med minst tre kvinnor och fick två barn med sin första fru Gucky Wögerer.

### Hemma igen och avgörande möten (1962–1969)

Batman-tecknaren Jerry Robinson och Sgt. Kirk-utgivaren Florenzo Ivaldi, under semesterresa i Italien 1967.

Hugo Pratt erbjöds att teckna för den italienska barntidningen Corriere dei Piccoli. Tillbaka i Venedig 1962 gjorde han Le Avventure di Billy James efter manus av Mino Milani. Därefter följde bland annat Le Avventure di Simbad (Sinbad sjöfararen) 1963. L'Ombra – en ny maskerad rättsskipare med vissa drag av Asso di Picche – som gjorde sin debut 1964 till manus av Alberto Ongaro. En serieversion av Robert Louis Stevensons verk L'isola del tesoro (Skattkammarön) tillsammans med Milani kom 1965. Parallellt med arbetet för Corriere dei Piccoli (samt några andra tidningar i Italien och Argentina) bosatte sig Hugo Pratt i Malamocco på ön Lido di Venezia och bildade familj med Anne Froigner. 1966 gjorde han en lång resa genom Sydamerika och Karibien, och i slutet av året en resa till Etiopien. Året därpå reste han till norra Finland och Norge.
1967 arbetade Pratt återigen tillsammans med Milani och tecknade först en serieversion av ytterligare ett verk av Robert Louis Stevenson, Il Ragazzo rapito (Kidnappad), och sedan Le Avventura di Fanfulla om en 1500-talskrigare. I det sistnämnda verket försökte Pratt sig på okonventionella bildlösningar med mycket svärta i syfte att stärka berättandet, men detta ogillades av redaktören Carlo Triberti som kort därefter meddelade att Pratt inte skulle få fler uppdrag för Corriere dei Piccoli.
Tidigare under 1967 hade dock Pratt träffat entreprenören Florenzo Ivaldi från Genua som höll på att starta en ny serietidning med översättningar av Pratts argentinska serier. Seriekritikern Claudio Bertieri var chefredaktör och tidningen fick namnet Sgt. Kirk efter Pratts och Oesterhelds långa västernserie. Det första numret, som släpptes i juli, innehöll bland annat titelserien, Ann y Dan och Ticonderoga, samt de första sidorna av ett nytt serieäventyr skrivet och tecknat av Hugo Pratt: Una ballata del mare salato (Balladen om det salta havet) där äventyraren Corto Maltese gjorde sin debut som bifigur. Pratt flyttade samma år till Genua och fick i egen takt berätta och teckna det han själv ville. Följetongen Balladen om det salta havet avslutades i februari 1969 och kom senare att kallas den första serieromanen.
1969 gav sig Pratt återigen iväg till Etiopien. Han letade efter sin fars grav och fann den i närheten av Harer. Pratt besökte också Kenya och Tanzania. De första sidorna av hans krigsserie Gli scorpioni del deserto, som utspelas 1940–41 i Östafrika, publicerades i oktobernumret av Sgt. Kirk. Men tidningens upplaga var låg, under 1969 distribuerades den enbart till prenumeranter och utgivningen lades ned efter decembernumret.
Vid den femte Seriefestivalen i Lucca i november 1969 tillägnades Pratt en särskild utställning. Den franske journalisten Claude Moliterni, som var medlem av organisationskommittén, hade inför festivalen gjort den första intervjun med Pratt för en fransk läsekrets i det elfte numret av tidskriften Phénix. Moliterni presenterade honom för Georges Rieu, chefredaktör för den franska serietidningen Pif Gadget, som föreslog att Pratt skulle komma till Paris för att diskutera samarbete. Pratt accepterade och med olika serieidéer i huvudet bestämde han sig på tågresan från Genua till Paris för att uppväcka figuren Corto Maltese från Balladen om det salta havet. Han såg Corto Maltese som en sorts symbol för sin egen existens och syn på livet.
Hugo Pratts seriekarriär stagnerade under femårsperioden då han tecknade för Corriere dei Piccoli. Mötet med Florenzo Ivaldi och arbetet med tidningen Sgt. Kirk innebar att han som 40-åring med stor livserfarenhet fick en ny möjlighet för sin kreativitet. Drygt två år senare var Pratt etablerad som en självständig och prisad serieskapare. Mötet med Georges Rieu och beslutet att återanvända Corto Maltese blev vändpunkten i hans seriekarriär.

### Genombrottet via Corto Maltese (1970–1975)

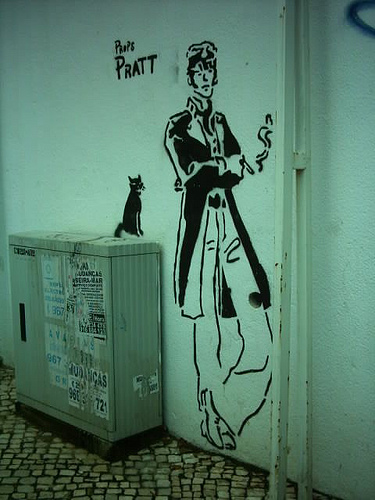
Corto Malteses ryktbarhet har nått långt utanför serievärlden. Här syns han tecknad på en portugisisk husvägg.

Den franska veckotidningen Pif Gadget för barn var ett tidningsfenomen på 1970- och 80-talen, med ojämförliga upplagor om 500 000 tryckta exemplar i genomsnitt per vecka. Namnet syftade på dels den tecknade hunden Pif, dels att det följde med någon form av leksak ("gadget") tillsammans med varje nummer. Ett annat särdrag var att tidningen utlovade avslutade berättelser och inte några följetonger.
Inuti nummer 58 av Pif Gadget, daterat 30 mars 1970, syntes en maltesisk sjöman och äventyrare: för första gången var Corto Maltese huvudperson i sin egen serie. Berättelsen hette Tristan Bantam (senare Le secret de Tristan Bantam, på svenska Tristan Bantams hemlighet), och därefter skulle ytterligare tjugo korta berättelser följa fram till 1973. Dessa 21 serienoveller om Corto Maltese blev starten på Hugo Pratts franska seriekarriär som i princip skulle komma att pågå resten av hans liv. Däremot var reaktionen från läsarna i barnserietidningen Pif Gadget lite mer blandad, och den marxistiska tidningsledningen tyckte att seriefiguren Corto Malteses frihetliga och gränslösa attityd inte passade för tidningen. Efter tre års samarbete lämnade Pratt Pif Gadget och gjorde en ny resa till Etiopien.
Samtidigt fick Balladen om det salta havet en ny fransk läsekrets. Dagstidningen France-Soir ägnade under perioden från 3 juli 1973 till 16 januari 1974 dagliga helsidor åt serieromanen där Corto Maltese en gång debuterat, och 1975 kom berättelsen ut som album på belgiska Tintin-förlaget Casterman som prövade marknaden för vuxenserier. Hugo Pratt började nu bli ett välkänt namn i den franska serievärlden, som i mitten av 70-talet stod i snabb omvandling med ett antal nya vuxenserietidningar såsom L'Écho des Savanes, Fluide Glacial och Métal Hurlant. Pratts serier var också eftertraktade hos ungdomsserieförlag, och den 6 februari 1973 började hans tidigare serie Gli scorpioni del deserto gå som följetong i serietidningen Tintin.

### En internationell celebritet (1975–1984)
De franska framgångarna smittade av sig på andra länder. Den belgiska upplagan av tidningen Tintin återtryckte 1974–1977 de korta Corto Maltese-historierna från Pif Gadget, och samtidigt publicerades den nyskrivna den längre historien Corto Maltese sconta detta arcana kapitelvis i den italienska serietidningen Linus. 1977 publicerades albumhistorien Favola di Venezia (Sirat Al-Bunduqiyyah) ("Legenden om Venedig") i veckotidningen L'Europeo, och under 1980- och tidiga 1990-talet följde ytterligare fem albumhistorier. Pratt flög 1976 till Kanada för att delta i en konferens om indianernas historia och passade samtidigt på att agera skådespelare i den italiensk-kanadensiska långfilmsproduktionen La notte dell'alta marea (High Tide Night).
1977 stod ytterligare en tidning, den franska serietidningen Pilote, i tur för att be om Hugo Pratts tjänster. Han publicerade där La Macumba du Gringo, en av fyra standardlånga albumhistorier som i Italien kom ut under samlingstiteln Un uomo, un'avventura ("En man, ett äventyr"). Februari 1978 startade Casterman sin ambitiösa, litterärt inriktade vuxenserietidning À Suivre, delvis i Hugo Pratts anda. I À Suivre skulle Pratt i början av 80-talet publicera den långa Corto-historien La casa dorata di Samarcanda ("Det gyllene huset i Samarkand"). 1980 gick hans 60-talsserie Fort Wheeling i Métal Hurlant, och 1981–1982 publicerades La Jeunesse de Corto Maltese ("Corto Malteses ungdom") i dagstidningen Le Matin de Paris. 1983 hemföll Pratt på nytt åt sin reslust och besökte bland annat Irland och USA; i USA mötte han bland annat den åldrande filmstjärnan Louise Brooks som ett par år senare skulle inspirera till en seriefigur i Corto-historien Y todo a media luz.
1984 gjorde Hugo Pratt något för honom ovanligt. Han köpte ett hus – sitt livs första – i orten Grandvaux på Genèvesjöns norra strand. Där, strax öster om Lausanne, skulle han komma att fylla sitt hus med sin med åren allt mer voluminösa boksamling, till slut innefattandes 30 000 volymer. Därifrån kunde han övervaka hur den italienska serietidningen Corto Maltese (startad 1983 och med flera utländska utgåvor) utvecklades.

### De sista åren (1984–1995)

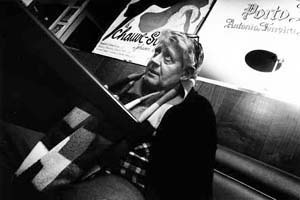
Hugo Pratt, 1989. Artikelns båda foton av Pratt är av den kände danske frilansfotografen Erling Mandelmann.

Hugo Pratts mor gick bort. Själv fortsatte han sitt rastlösa resande, till Djibouti, Sydamerika, Påskön och Centralamerika. Hemma i Italien publicerades Corto-historierna Elvetiche – Rosa alchemica (1987) och Mu, la città perduta (1988–1991) i den egna tidningen. Med Le Roman de Criss Kenton (romanversion av serien Wheeling) debuterade Pratt som romanförfattare, och flera bokversioner av Corto Maltese-äventyr följde under de kommande åren. Pratt hade redan 1983 producerat serieromanen Indiansommar ihop med sin tecknande seriekollega Milo Manara, och duon fortsatte sitt samarbete 1991–1992 med den argentinska historien El Gaucho.
Sommaren 1992 fortsatte Pratt sitt resande, denna gång till öar i Stilla havet – skådeplatsen för Corto Malteses födelse som seriefigur. 1993 tecknade han historien In un cielo lontano ("I en fjärran himmel") för italienska marinflygets jubileumsbok, och året därpå publicerade À Suivre hans Le Dernier vol ("Den sista flygningen") – en serie beställd till 70-årsminnet av Saint-Exupérys försvinnande. Pratt, som hade bott och verkar i Frankrike och Schweiz, skaffade sig med åren goda kunskaper i franska (se radiointervju 1990). Pratt lade den sista handen vid en ny serie, Morgan (publicerad 1995–1996), men själv lämnade han de levandes skara en söndagseftermiddag i augusti 1995 som offer för tjocktarmscancer.

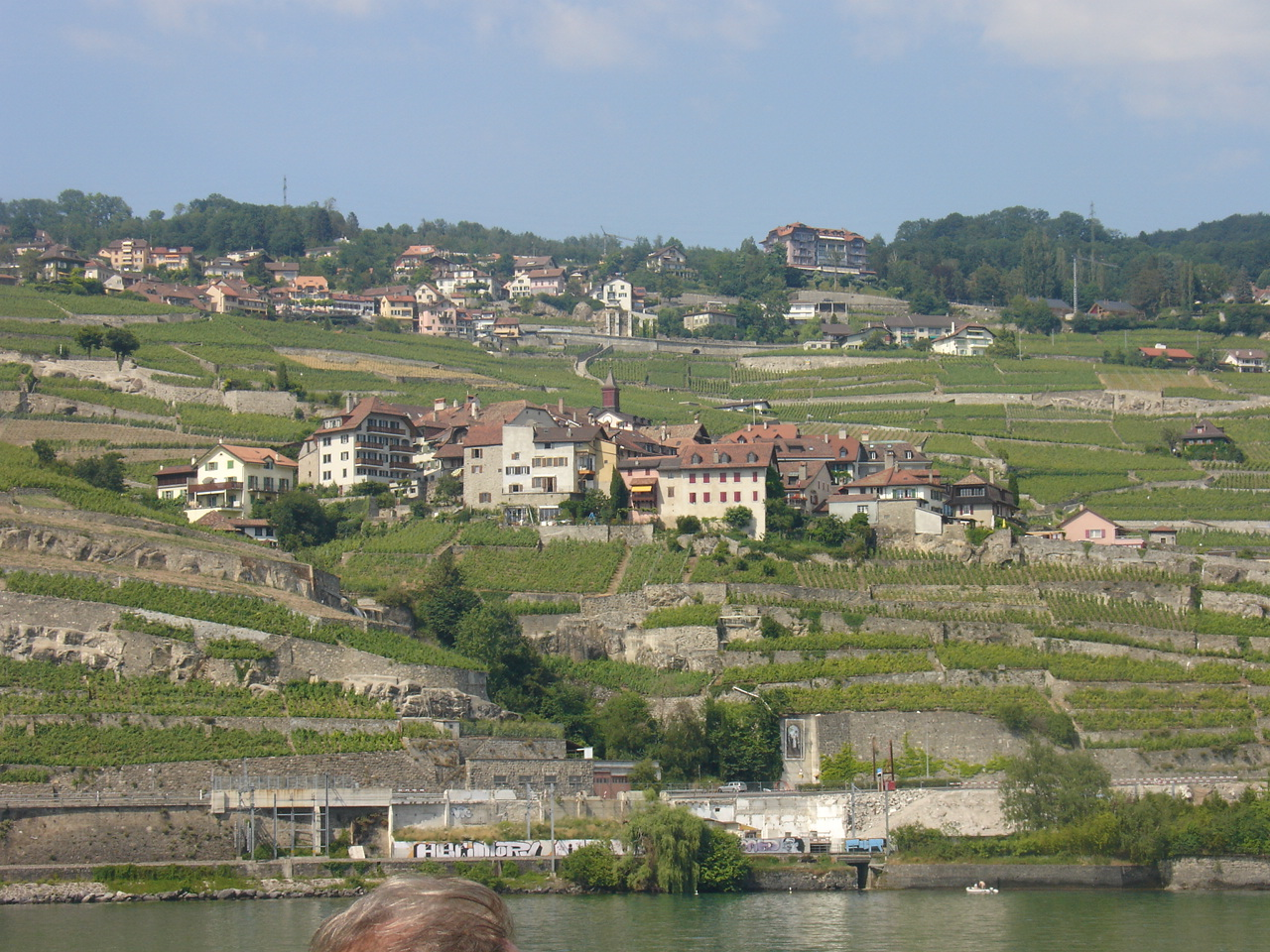
Grandvaux, Hugo Pratts hemort de sista elva åren, klättrar uppför de branta sluttningarna på Genèvesjöns norra sida.

Hugo Pratt avled 20 augusti 1995 i Pully i Schweiz. I Schweiz ligger han också begraven, på kyrkogården i Grandvaux.

### Frimureri
Hugo Pratt var frimurare och medlem i logen Sérénissime. Hans roll inom frimureriet ägnades 2012 en utställning på Paris Frimurarmuseum (Musée de la franc-maçonnerie).

## Familj
Hugo Pratt var en rörlig människa och bodde på många ställen under sitt liv, inte helt olikt hans figur Corto Maltese. Han var gift två gånger och hade ett antal andra relationer med olika kvinnor. Han har lämnat efter sig minst fyra – enligt egen utsago sex och enligt andra åtta – barn.
- Gucky Wögerer, gifta 1953–1957[j]. Barn: Lucas och Marina.
- Anne Frognier, gifta 1963[k]–1970[l][26]. Barn: Giona (Jonas) och Silvina.
- Gisela Dester, assistent och partner 1955–?[26]
- Pratt påstod själv att han var far till ytterligare två barn, födda 1965[26] – dottern Victoriana, där modern tillhörde familjen Dos Santos (Bahia, Brasilien), och sonen Tebocua, där modern tillhörde Xavantes-stammen, Amazonas.[m]

## Stil och betydelse
Hugo Pratt hade en lång karriär, utspridd över flera länder och totalt cirka 17 000 seriesidor lång. Han inspirerades bland annat av den amerikanske äventyrsberättaren Milton Caniff (känd för Terry och piraterna och Steve Canyon), och Caniffs kontrastrika teckningsstil utvecklades här vidare till en närmast expressionistisk stil. Bland litterära förebilder finns Robert Louis Stevenson (känd för bland annat Skattkammarön), Pierre Corneille och Pedro Calderón de la Barca.
Han placerade realistiskt utmejslade rollfigurer i en medvetet förenklad formvärld, långt från vanliga naturalistiska bedömningskriterier. Hugo Pratts teckningsstil har beskrivits som "intelligent". Enligt vissa bedömare var detta faktum, att Pratts serier först kan bedömas när de verkligen blivit genomlästa, en av orsakerna till att de länge var förbisedda i Skandinavien. Det faktum att Pratts serier ofta är långsamt, nästan meditativt berättade kanske också spelat in.
När Pratts 163 sidor långa Balladen om det salta havet först publicerades, existerade inte begreppet serieroman. Historien samlades i albumform (på italienska) 1972, och först 1975 kom den som album på franska. Detta var en tid då en rad tidningar dök upp på marknaden, i främst Frankrike och Italien, och Hugo Pratts framgångar med främst Corto Maltese blev inspirationskälla för ett antal unga serieskapare med litterära ambitioner. Bland serieskapare som både hämtade det litterära berättandet och den expressionistiska teckningsstilen kan nämnas José Muñoz (Alack Sinner), Didier Comès (Tystnad) och Anna Brandoli (Rebecca). Pratt var även François Mitterrands favoritserieskapare.
| ”                  | Hugo Pratt är en portalfigur i den moderna seriekonsten, både som tecknare och som berättare. Den starka tonvikten på stämningar, det tysta berättandet där många sekvenser saknar både text och yttre dramatisk handling, det var något nytt i serierna på 60-talet och fick påtaglig betydelse för 70-talets europeiska vuxenserier. | „ |
| – Göran Ribe, 1985 | |   |

Hugo Pratts verk fortsatt att uppmärksammas långt efter hans död. Detta gäller även hans serieoriginal och andra teckningar/målningar. November 2014 såldes en akvarell föreställande Corto Maltese på auktion i Paris. Slutbudet hamnade på 391 000 euro (motsvarande 3,6 miljoner svenska kronor), vilket var dubbelt så mycket som auktionsfirman räknat med. Akvarellen producerades ursprungligen för 1979 års franska utgåva av Corto Maltese i Etiopien.
Utgivningen på engelska av Pratts serier har varit ojämn och bristfällig. Vid sidan av Corto Maltese har endast delar av Pratts verk kommit i engelsk översättning, men översättningarna av även tidigare verk fortsätter under 2010-talet.

### Hugo Pratt i populärkulturen
Hugo Pratt figurerar som figuren HP – äventyrens mästare i Milo Manaras serier kretsande kring Giuseppe Bergman. Där är HP en kombination av svårfångad guru och levnadskonstnär som Manaras seriefigur ser upp till. Milo Manaras förklaring:
| ”                   | Att jag tagit med Pratt (som HP) i serien beror på att han passar så bra in; han är en del av det fantastiska i livet, och det är det jag försöker upptäcka och få med i mina serier. | „ |
| – Milo Manara, 1987 | |   |

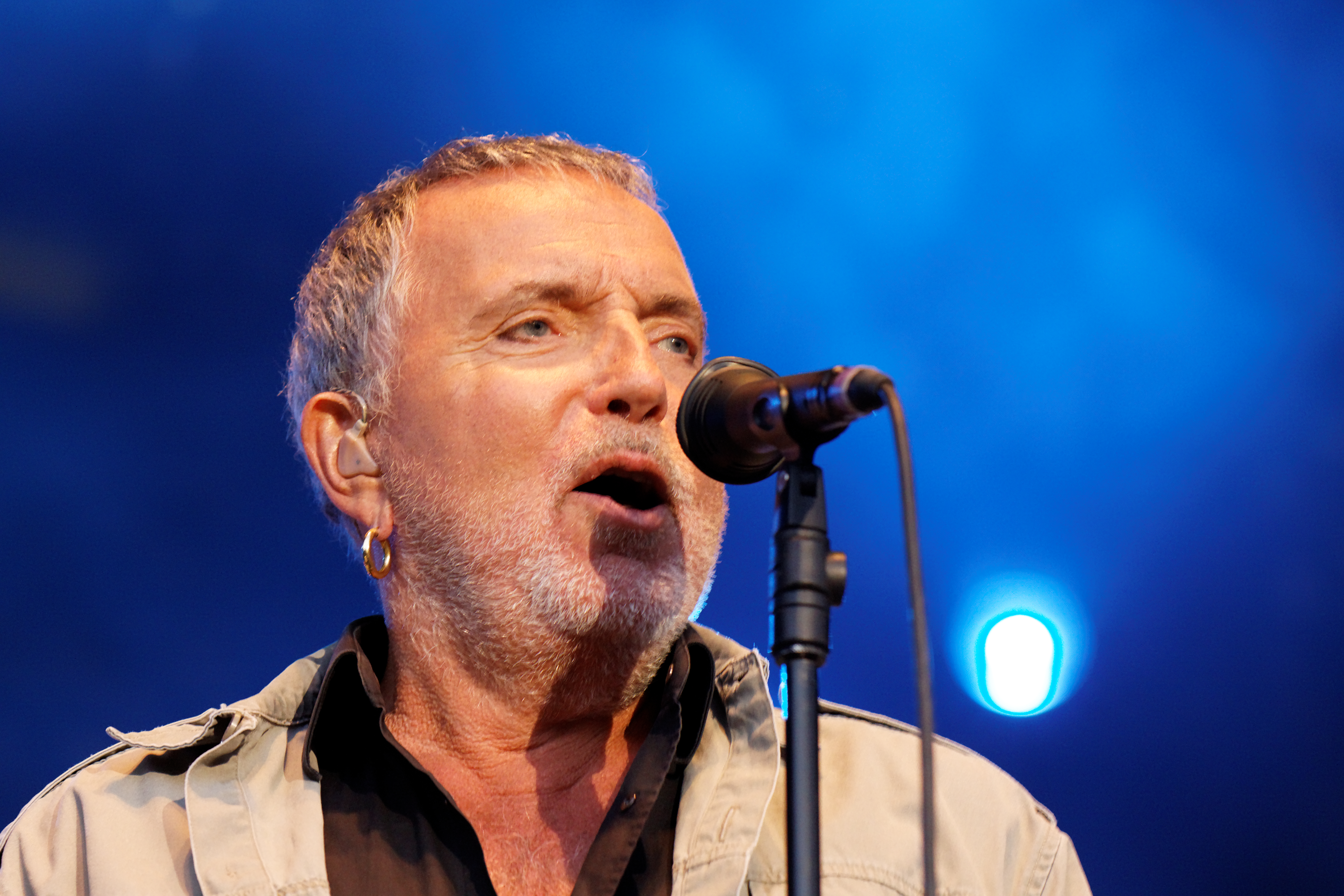
Den franske rockmusikern Bernard Lavilliers hade länge en båt med namnet Corto Maltese och har liksom Pratts äventyrare en ring i ena örat.

I Italien och Frankrike har figuren Corto Malteses ryktbarhet nått långt utanför seriekretsarna. Den franske rockmusikern Bernard Lavilliers (en både rastlös och medveten berättare som även han bott i Brasilien) har en ring i höger öra, medan Corto Maltese har sin i vänster öra. Lavilliers har (haft) en segelbåt med namnet "Corto Maltese". och har vid mer än ett tillfälle jämförts med Hugo Pratt eller Corto Maltese.
2001 publicerades en något annorlunda guidebok för Venedig – tryckt i samma format som en Guide Michelin – där staden presenterades utan och innan, komplett mer referenser till Pratts och Corto Malteses olika kopplingar till de olika platserna. 2002 års Le Monde extraordinaire de Corto Maltese – redigerad av den franska rese- och fototidningen Géo – är en sorts fotobok över vår planet, eller åtminstone den del som passerats av Corto Maltese på hans resor.
I serien Batman – mörkrets riddare utspelas en del av handlingen på en fiktiv önation med namnet Corto Maltese som Frank Miller hittade på som en hyllning till Hugo Pratt. Det refereras till denna önation i andra serier från DC Comics och filmen Batman från 1989.

## Utmärkelser och minnesmärken

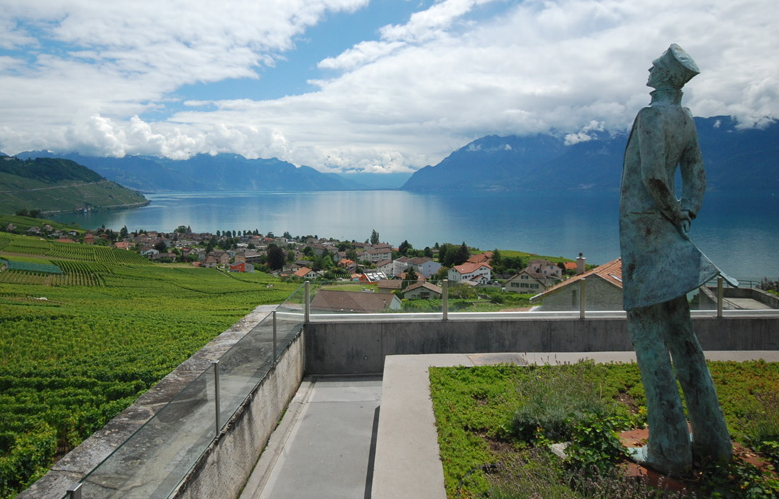
Corto Malteses näst sista äventyr av Hugo Pratt, 1987 års Le Elvetiche Rosa alchemica, utspelas i Schweiz. I Grandvaux vid Genèvesjön bodde Hugo Pratt de sista elva åren, och det var också här man 2007 avtäckte en staty av Pratts äventyrare som får blicka ut över vingårdsterrasserna i Lavaux – sedan 2007 ett världsarv.

### Utmärkelser under levnadstiden
- 1969 – Gran Guinigi[n] till italiensk tecknare (för Balladen om det salta havet) vid Seriefestivalen i Lucca.[13]
- 1971 – Prix Phénix för bästa äventyrsserie (Corto Maltese), Paris.
- 1974 – Prix Saint-Michel för bästa realistiska seriemanus (Gli scorpioni del deserto), Bryssel[42].
- 1976 – Pris för bästa utländska realistiska verk (Balladen om det salta havet) vid Seriefestivalen i Angoulême.
- 1987 – Alfred, tillsammans med Milo Manara, för bästa utländska realistiska verk (Indiansommar) vid seriefestivalen i Angoulême.
- 1988 – Grand prix spécial 15e anniversaire (15-årsjubileets speciella stora pris) vid Seriefestivalen i Angoulême[43].
- 1988 – Grand Prix national des Arts graphiques,[44] utdelad av Frankrikes kulturminister Jack Lang.
- (år?) – Chevalier des Arts et des lettres, utdelad av Jack Lang[45]

### Postuma utmärkelser
- 1996 – Max und Moritz-Preis för den tyska utgåvan av Saint-Exupéry – Le dernier vol vid Comic-Salons Erlangen[46].
- 2005 – Will Eisner Hall of Fame vid San Diego Comic-Con[47].
- 2012 – Eisnerpriset till en amerikansk utgåva av Indiansommar och andra serier av Milo Manara tillsammans med Hugo Pratt vid San Diego Comic-Con[48].
- 2016 – Harvey Award för den amerikanska utgåvan av Corto toujours un peu plus loin vid Baltimore Comic-Con[49].

### Minnesmärken
I Grandvaux, där Pratt bodde den sista delen av sitt liv, avtäcktes 2007 en staty i naturlig storlek av hans mest kända seriefigur Corto Maltese. Statyn är placerad så att Corto Maltese blickar ut över vingårdsterrasserna i Lavaux och har vinrestaurangen Caveau Corto som granne.

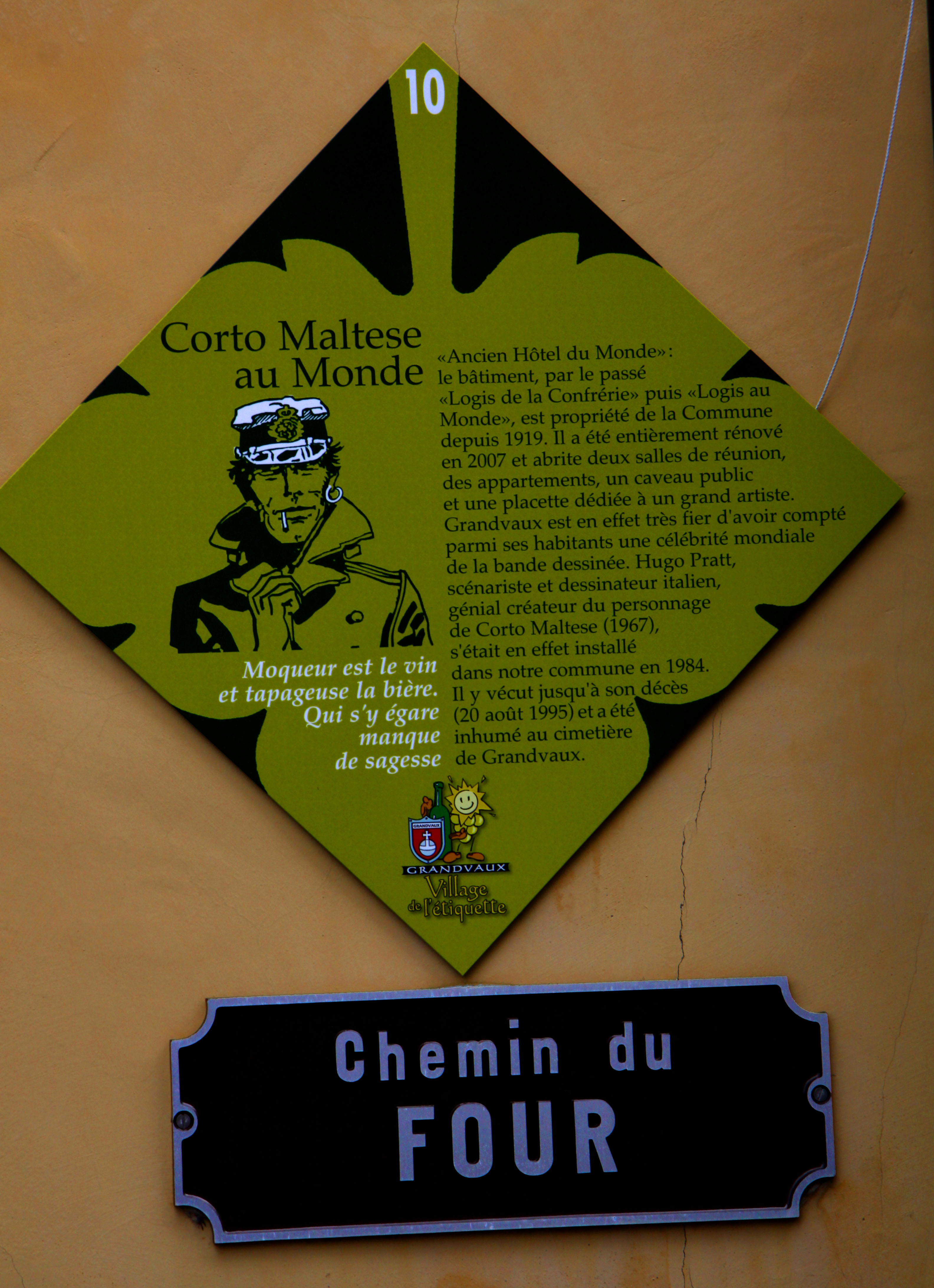
En litterär skylt finns numera placerad på väggen till Ancien Hôtel du Monde i Grandvaux.

En replik av statyn finns sedan 2008 placerad i Angoulême, på en gångbro över floden Charente. Bron har fått namn efter Hugo Pratt, och binder samman stadens seriecenter och seriemuseum.

### Tecknade serier (viktigare verk)
Kronologin är baserad på ursprungspubliceringen av (början av) varje verk – i tidning eller album. Därefter listas den första albumpubliceringen samt eventuell publicering på svenska alternativt annat skandinaviskt språk. Listningen presenteras som: Originalpublicering/land – Originaltitel (Pratts medverkan), övriga serieskapare, publikation (land).
- 1946[o]–1949  – Asso di Picche (skiss) med Alberto Ongaro (manus) och Mario Faustinelli (tuschning), i Asso di Picche – Comics.
  - 1982  – L’As de pique, Les Humanoïdes Associés, koll. "Aventures" (Frankrike). 1976 publicerades delar av serien på italienska i en pocketutgåva.[55]
- 1949–1952  – Junglemen (teckningar), med Alberto Ongaro (manus) och Dino Battaglia (teckningar), i Salgari.
  - 1979 – Junglemen, Glénat (Frankrike).[56]
- 1953–1959  – El sargento Kirk (teckningar/manushjälp), med Hector Germán Oesterheld (manus) i Misterix, Hora Cero och därefter Frontera Extra.
  - 1974–? - Il sergente Kirk, Mondadori, (7?) volymer (Italien). Även en utgivning på franska av Sagédition 1975–1978.[57]
- 1957–1959  – Ticonderoga (teckningar/manushjälp), med Héctor Oesterheld (manus), i Frontera och därefter Frontera Extra.
  - 1981 – Ticonderoga, Il gatto e la volpe (Italien).[58]
- 1957–1959  – Ernie Pike (teckningar/manushjälp), med Héctor Oesterheld (manus), i Hora Cero och därefter Hora Cero Extra!.
  - 1979–1981 – Ernie Pike, Glénat, 3 volymer (Frankrike).

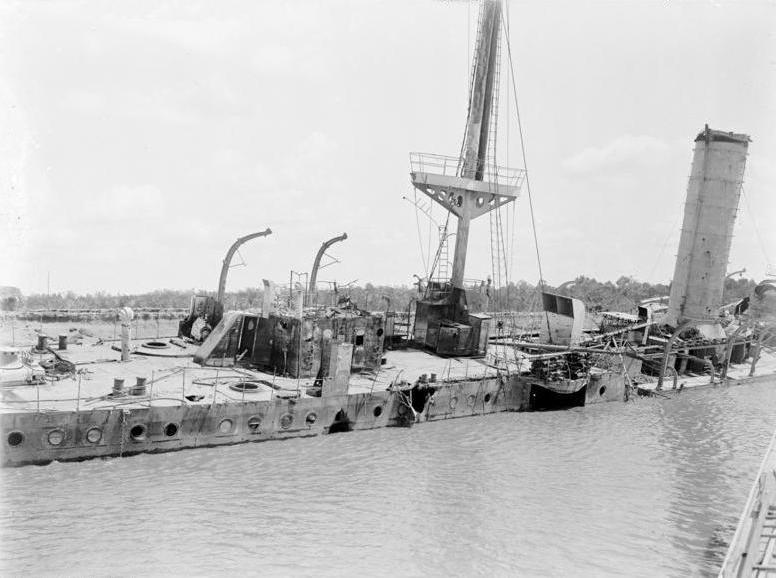
Historiska miljöer intresserade Pratt. Första världskrigets Tanganyika – här den sänkta kryssaren Königsberg – är spelplats både för Pratts första serie efter eget manus (1959–1960) och en senare Corto Maltese-episod (1973).

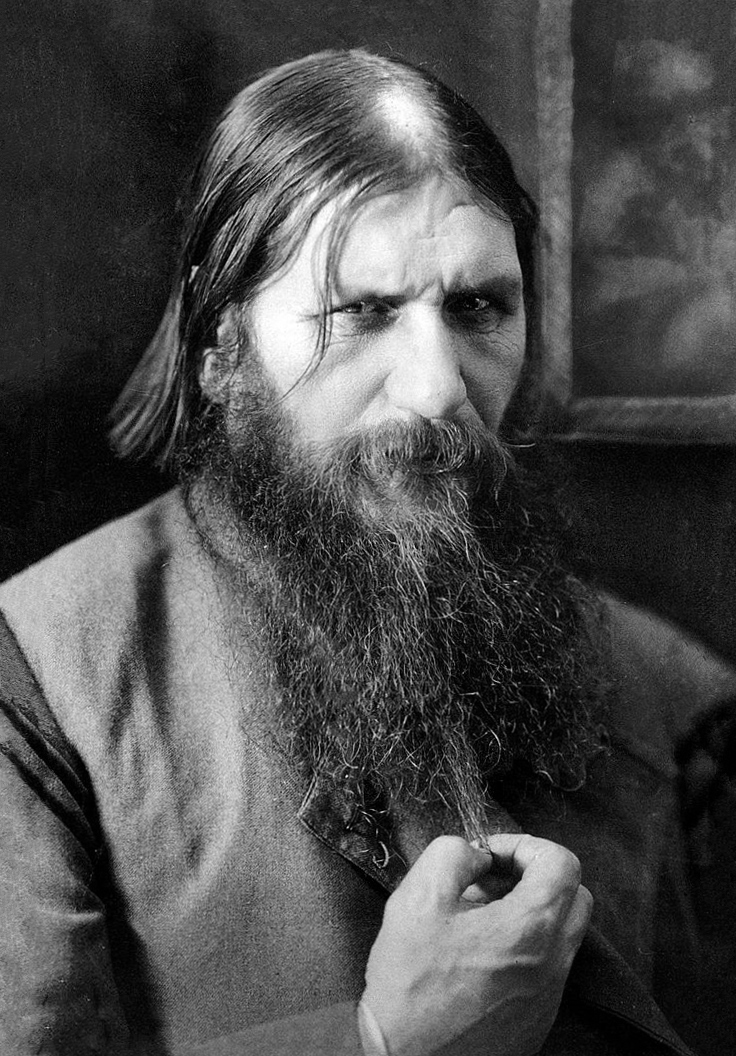
Piraternas oberäknelige ledare i Balladen om det salta havet (1967–1969) har både namn och utseende gemensamt med den ryske mystikern Rasputin.

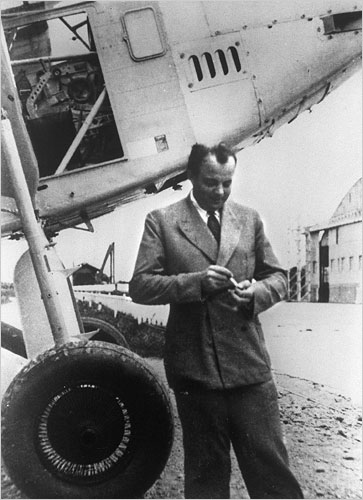
Ett av Hugo Pratts sista verk (publicerat 1995) tillägnades Saint-Exupéry, fransk författare och flygpionjär.

- 1959–1960  – Ann y Dan, i Supertotem.
  - 1973 – Ann nella jungla, Mondadori (Italien).[59]
  - 1979 – Anna i junglen, Interpresse. ISBN 87-456-0324-3 (danska)
- 1959–1963  – 12 "krigshistorier (teckningar), med olika manusförfattare, i War Picture Library med flera tidningar.
  - 2009 – WWII. Histoires de guerre, Casterman (Belgien). Första kompletta utgåvan i album. Vissa berättelser återtrycktes i albumform redan 1974 (på italienska).[60]
  - 1993 – Koinsky raconte… deux ou trois choses que je sais d'eux, Casterman (Belgien). Tre av historierna (i färg). Dessutom två nya historier – fria fortsättningar där Koinsky (från Gli scorpioni del deserto) berättar krigsminnen.
- 1962  – Capitán Cormorant, med Stelio Fenzo[p], i Misterix.
  - 1976 – Capitan Moko, Mondadori (Italien).[61]
- 1962–1981 – Wheeling (1962–1964 ), i Misterix och därefter Super Misterix; Fort Wheeling (1973 ), i European Cartoonist; (Fort) Wheeling (1980–1981 ), i Métal Hurlant; Wheeling (1995 ), Lizard Edizioni.
  - 1995 – Fort Wheeling, Casterman (Belgien). Delar av berättelsen kom i albumform (på italienska) redan 1972.[62]
- 1962–1970  – Le avventure di Billy James, med Mino Milani (manus till avsnitt 1 och 3), i Corriere dei Piccoli och Pecos Bill.
  - 1980 – Billy James, Les Humanoïdes Associés (Frankrike).[63]
- 1963  – Simbad il marinaio (teckning), med Mino Milani (manus), i Corriere dei Piccoli.
  - 1982 – Le avventure di Simbad/I giganti burloni, Ivaldi (Italien).[64]
- 1964–1966  – l’Ombra (teckning), med Alberto Ongaro (manus), i Corriere dei Piccoli och därefter Albo avventura-Corrierino-Estate.
  - 1982 – l'Ombra, Ivaldi (Italien). Två av de fem avsnitten kom i album (på franska) redan 1980, under titeln Les Jouets du général.[65]
- 1965–1966  – L'isola del tesoro (teckningar), med Mino Milani (manus efter Skattkammarön), i Corriere dei Piccoli.
  - 1966 – La isla del tesoro, David Lipzic (Argentina).[66]
- 1967–1968  – Le avventure di Fanfulla (teckningar), med Mino Milani, i Corriere dei Piccoli.
  - 1981 – Fanfulla, Les Humanoïdes Associés (Frankrike).[67]
- 1967–1969  – Una ballata del mare salato, i Sgt. Kirk.[q]
  - 1972 – La ballata del Mare Salato, Mondadori (Italien).[68]
  - 1985 – Balladen om det salta havet, Medusa. (svenska)
- 1969–1992 – Gli scorpioni del deserto (Öknens skorpioner), i Sgt. Kirk (1969 ); Les Scorpions du désert, i Tintin (1973 ); Gli scorpioni del deserto, i Linus (1975 ) och Alter Alter (1980-1982 ).
  - 1977–2004 – Les Scorpions du désert, Casterman, 3 volymer.
  - 1985 – Ørkenens skorpioner, Carlsen if. (danska)
  - 1985 – (Ørkenens skorpioner –) Et fort i Dankalia, Carlsen. (danska)
  - 1986 – (Ørkenens skorpioner –) Konversation over en dry martini, Carlsen. (danska)
- (1970/2009)  – Sandokan (teckning), med Mino Milani (manus efter Le Tigri di Mompracem av Emilio Salgari).[r]
  - 2009 – Sandokan, Rizzoli - Lizard (Italien).[69]
- Corto Maltese:

1. 1970  – (Sous le signe du Capricorne), i Pif Gadget.
1971 – Corto Maltese, Publicness (Frankrike).[70]
1987 – de tre första historierna publicerade i Casablanca 1/87, 3/87 och 5/87[71] (svenska)
1992 – Corto Maltese: Äventyr i Karibien, Carlsen/if (första halvan/färg). (svenska)
1993 – Når vi taler om lykkeriddere ..., Carlsen (andra halvan).[72] (danska)
2. 1970–1971  – (Corto toujours un peu plus loin), i Pif Gadget.[70]
1972 – La Lagune des beaux songes, Publicness (endast del/färg, Frankrike).[70]
1978 – Corto Maltese: De vackra drömmarnas lagun, Carlsen/if (första halvan/färg). (svenska)
1983 – Voodoo for præsidenten, Carlsen (andra halvan).[72] (danska)
3. 1971–1972  – (Les Celtiques), i Pif Gadget.
1973/1974 – Baci e spari/Sogno di un mattino di mezzo inverno, Mondadori (Italien).[68]
1981/1981 – "Corto Malteses äventyr" 1: "Konsert för harpa och nitroglycerin"/"Corto Malteses äventyr" 2: "Krigsrosor och vinterdrömmar", Carlsen/if. (svenska)
4. 1972–1973  – (Les Éthiopiques), i Pif Gadget.
1974 – Sogno di un mattino di mezzo inverno, Mondadori (Italien).
2010/2011 – Corto Maltese i Etiopien[s], Kolik förlag. (svenska)
5. 1974–1977  – Corte sconta detta Arcana, i Linus.
1977 – Corte sconta detta arcana, Milano Libri (italienska)
1987 – Corto Maltese i Sibirien, Medusa. (svenska)
6. 1977  – Favola di Venezia – Sirat Al-Bunduqiyyah, i L'Europeo.
1981 – Fable de Venise, Casterman, koll. "Les romans (A SUIVRE)" (Belgien).[70]
1984 – Legenden om Venedig, Interpresse.[72] (danska)
7. 1980–1985  – La casa dorata di Samarcanda, i Linus och därefter Corto Maltese.
1986 – La Maison dorée de Samarkand, Casterman (Frankrike).[70]
1987 – Det gyldne hus i Samarkand. Carlsen.[72] (danska)
8. 1981–1982  La Jeunesse de Corto Maltese, i Le Matin de Paris, 5 augusti 1981–1 januari 1982.
1983 – La Jeunesse 1904-1905, Casterman, koll. "Un auteur (A SUIVRE)" (Belgien).[70]
1984 – Corto Maltese - Ungdom 1904-1905, Interpresse.[72] (danska)
9. 1985  – Tango … y todo a media luz, i Corto Maltese.
1987 – Tango, Casterman (Belgien).[70]
1988 – Argentinsk tango, Carlsen.[72] (danska)
10. 1987  – Elvetiche – Rosa alchemica, i Corto Maltese.
1988 – Les Helvétiques, Casterman (Belgien).[70]
1989 – Alkymiens rose, Carlsen.[72] (danska)
11. 1988–1991  – Mu, i Corto Maltese.
1992 – Mû, Casterman (Belgien).
2008 – Mū, Faraos Cigarer. (danska)

- 1976  – Sven, Éditions du Kangourou. 1979 återutgavs den på franska under titeln L’Homme des Caraïbes, Casterman (Belgien).[74]
- 1977  – La Macumba du Gringo, i Pilote.
  - 1978 – La Macumba du Gringo, Dargaud, koll. "Pilote" nr. 5, (Frankrike).[75]
- 1977  – À l'ouest de l'Éden, i Pilote.
  - 1979 – À l'ouest de l'Éden, Dargaud, koll. "Pilote" nr. 15 (Frankrike).[76]
- 1980  – Jesuit Joe, i Pilote.
  - 1980 – Jésuite Joe, Dargaud, koll. "Pilote" nr. 34 (Frankrike).[77]
- 1983–1985  – Tutto ricomincio con un’estate indiana (manus), med Milo Manara (teckningar), i Corto Maltese.
  - 1986 – Tutto ricomincio con un’estate indiana, Milano Libri (Italien).[78]
  - 1986 – Indiansommar, Medusa.[79]
- 1984/1988  – Cato Zulù, med Raffaele Vianello (teckningsassistent), i Corto Maltese.
  - 1987 – Cato Zulù, Rizzoli (Italien).[80]
- 1991–1992  – El Gaucho (manus), med Milo Manara (teckningar), i Il Grifo.
  - 1995 – El Gaucho, Mondadori (Italien).[81]
- 1993  – In un cielo lontano, med Guido Fuga (teckningsassistent)[t]
- 1994  – Saint-Exupéry. Le Dernier vol[u], i À Suivre.
  - 1995 – Saint-Exupéry. Le Dernier vol, Casterman (Belgien).[83]
- 1995–1996  – Morgan, i Comic Art.
  - 1999 – Morgan, Lizard (Italien).[84]

### Romaner
Endast de första utgåvorna på något språk listas här.
- 1989 – Le Roman de Criss Kenton (romanversion av Wheeling), Favre (Frankrike).
- 1990 – Jesuit Joe (romanbearbetning av serien, av Paolo Rota), Favre (Frankrike).
- 1993 – Vent de terres lointaines (romanversion av El Gaucho), Robert Laffont (Frankrike). 390 sidor.
- 1995 – Corto Maltese (romanversion av Balladen om det salta havet). Giulio Einaudi (Italien). 286 sidor.
- 1996 – Corto Maltese – Corte Sconta detta Arcana (romanversion av Corto Maltese i Sibirien, Einaudi Tascabili (Italien). 240 sidor.

### Portfolior (konsttryck)
- 1967 – Brr...Brrr! The British Winter's Grenadiers, Ed. Arti Grafiche l'Elefante, 12 serigrafier i färg, 100 exemplar (70x70 cm})
- West North West, 1 signerad serigrafi, 100 exemplar (69x69 cm)
- 1977 – Le temps d'une cigarette, Ed. Multigraphic, 12 serigrafier i färg föreställande delar av Corto Malteses kläder + 1 extra blad, 100 exemplar + 20HC (70x70 cm)
- 1984 – CM, Kesselring Éditeur, 14 serigrafier i färg som berättar Corto Malteses begynnelse, 999 exemplar (30x40 cm)
- 1986 – Corto Maltese - Tango, Editori del Grifo, 12 serigrafier i färg, 250 exemplar (70x70 cm)
- 1986 – Farewell Ladies, Editori del Grifo, 10 serigrafier i färg + 1 uppslag, 999 exemplar + 100HC, (30x40 cm)
- 1989 – Corto en Cordoba, Vertige Graphic,	12 serigrafier i färg, 999 exemplar på franska + 700 exemplar på spanska (30x40 cm)
- 1989 – Lune, Editori del Grifo för Il Messaggero, 13 serigrafier i färg, 500 exemplar + 135HC (30x40 cm)
- 1990 – Corto Maltese - Les personnages, Vertige Graphic, 10 serigrafier i färg, 200 exemplar (50x50 cm)
- 1990 – Flamenco, Vertige Graphic, 8 serigrafier i färg + 1 i svart-vitt, 50 exemplar (36x36 cm)
- 1990 – Al Kitàb Al Bulhàn - Astrologia, Editori del Grifo för Il Messaggero, 13 serigrafier i färg, 500 exemplar + 100HC (30x40 cm)
- 1992 – ... et in Helvetia, Corto, CONG S.A. Lausanne, 25 serigrafier i färg, 899 exemplar + 100HC (30x40 cm)
- 1993 – Corto Maltese - Mu, Vertige Graphic & Saggay, 9 serigrafier i färg + 9 emaljbilder, 70 exemplar (35x35 cm)
- 1993 – Variations Gitanes, Groupe Flammarion, 4 serigrafier på kartong (62x62 cm)

### Illustrationer (urval)
- 1991 – Alain Borer, Rimbaud. L’heure de la fuite, coll. ”Découvertes Gallimard / Littératures” (n° 102).
- 1993 – Rudyard Kipling, Poèmes, Vertige Graphic.
- 1993 – Arthur Rimbaud, Lettres d'Afrique, Vertige Graphic.
- 1994 – Giorgio Baffo, Sonnets érotiques, Vertige Graphic.
- 2001 – Encres de guerre, Rackham.

## Filmografi

### Medverkan som skådespelare
| År   | Land, originaltitel, regissör                                 | Svensk titel | Roll                    | Not    |
| ---- | ------------------------------------------------------------- | ------------ | ----------------------- | ------ |
| 1977 | / La notte dell'alta marea/High Tide Night, av Luigi Scattini | –            | Pierre                  | [ 86 ] |
| 1978 | Quando c'era lui... caro lei!, av Giancarlo Santi             | –            | Rossetti                | [ 87 ] |
| 1986 | Mauvais sang, av Leos Carax                                   | Ont blod     | Boris                   | [ 88 ] |
| 1992 | Nero, av Giancarlo Soldi                                      | –            | (kommissarie) Straniero | [ 89 ] |

## Filmatiseringar av Pratts verk (urval)
- 1990 – Jesuit Joe av Olivier Austen, manus och dialoger av Hugo Pratt, Ron Base och Olivier Austen. Frankrike/USA. I rollerna: Peter Tarter (Jesuit Joe), John Walsh (Kapten Fox) och Laurence Treil (Mme Thorpe).
- 2002 – Corto Maltese i Sibirien (animerad) av Pascal Morelli, med manus av Natalia Borodin efter Corto Maltese i Sibirien. Röster: Richard Berry (Corto), Patrick Bouchitey (Rasputin), Marie Trintignant (Hertiginnan Marina Seminova och Gyllenmun) och Barbara Schulz (Shanghai Li).[90]

### Tv-versioner
Fyra andra Corto Maltese-album animerades under 2002. De sändes som en tv-serie på franska Canal+ under 2003, uppdelad på halvtimslånga avsnitt (3-4 avsnitt per album), och senare (2004) även via det svenska Canal+-nätverket. På svensk tv sändes dock inte den franskspråkiga originaldubben utan en engelsk dubb. 2006 gavs tv-serien ut på DVD i Sverige av Atlantic Film (fortfarande endast med engelsk dubb).
Serien regisserades av Richard Danto och Liam Saury. Även i tv-serien deltog Richard Berry (Corto), Patrick Bouchitey (Rasputin) och Barbara Schulz (Pandora) som röstskådespelare. Nedan listas de franska originaltitlarna:
1. La Ballade de la mer salée, med manus av Jean Pecheux.
2. Sous le signe du Capricorne, med manus av Jean Pecheux.
3. Les Celtiques, med manus av Giorgia Cecere och Jean Pecheux.
4. La Maison dorée de Samarkand, med manus av Henri Colomer.